# Torneo di Wimbledon 2018 - Doppio maschile per invito senior
Jacco Eltingh e Paul Haarhuis erano i campioni in carica, ma sono stati eliminati ai gironi con ritiro al terzo incontro.
Jonas Björkman e Todd Woodbridge hanno vinto il titolo sconfiggendo in finale Richard Krajicek e Mark Petchey con il punteggio di 6-4, 6-3.

## Tabellone

### Legenda
| - Q = Qualificato - WC = Wild card - LL = Lucky loser | - ALT = Alternate - SE = Special Exempt - PR = Protected Ranking | - w/o = Walkover - r = Ritirato - d = Squalificato |

### Finale
|  | Finale |                                |                                |   |   |  |
|  |        |                                |                                |   |   |  |
|  | A3     | Jonas Björkman Todd Woodbridge | Jonas Björkman Todd Woodbridge | 6 | 6 |  |
|  | B2     | Richard Krajicek Mark Petchey  | Richard Krajicek Mark Petchey  | 4 | 3 |  |

### Gruppo A
|    |                                  | Bahrami Ivanišević | Bates Castle | Björkman Woodbridge | Eltingh Haarhuis | RR W–L | Set W–L | Game W–L | Standings |
| A1 | Mansour Bahrami Goran Ivanišević |                    | 4–6, 6(4)–7  | 4–6, 6–4, [7–10]    | 4–6, 3–6         | 0–3    | 1–6     | 27–36    | 4         |
| A2 | Jeremy Bates Andrew Castle       | 6–4, 7–6(4)        |              | 6(6)–7, 2–6         | 4–6, 3–6         | 1–2    | 2–4     | 28–35    | 3         |
| A3 | Jonas Björkman Todd Woodbridge   | 6–4, 4–6, [10–7]   | 7–6(6), 6–2  |                     | w/o              | 3–0    | 4–1     | 24–18    | 1         |
| A4 | Jacco Eltingh Paul Haarhuis      | 6–4, 6–3           | 6–4, 6–3     | w/o                 |                  | 2–1    | 4–0     | 24–14    | 2         |

La classifica viene stilata in base ai seguenti criteri: 1) Numero di vittorie; 2) Numero di partite giocate; 3) Scontri diretti (in caso di due giocatori pari merito ); 4) Percentuale di set vinti o di games vinti (in caso di tre giocatori pari merito ); 5) Decisione della commissione.

### Gruppo B
|    |                               | Ferreira Woodforde | Krajicek Petchey | Leconte Pioline | McEnroe Tarango | RR W–L | Set W–L | Game W–L | Standings |
| B1 | Wayne Ferreira Mark Woodforde |                    | 6(6)–7, 4–6      | 7–6(12), 6–3    | 6–2, 6–3        | 2–1    | 4–2     | 35–27    | 2         |
| B2 | Richard Krajicek Mark Petchey | 7–6(6), 6–4        |                  | 6–3, 6–3        | 6–4, 6–2        | 3–0    | 6–0     | 37–22    | 1         |
| B3 | Henri Leconte Cédric Pioline  | 6(12)–7, 3–6       | 3–6, 3–6         |                 | 6–4, 7–5        | 1–2    | 2–4     | 28–34    | 3         |
| B4 | Patrick McEnroe Jeff Tarango  | 2–6, 3–6           | 4–6, 2–6         | 4–6, 5–7        |                 | 0–3    | 0–6     | 20–37    | 4         |

La classifica viene stilata in base ai seguenti criteri: 1) Numero di vittorie; 2) Numero di partite giocate; 3) Scontri diretti (in caso di due giocatori pari merito); 4) Percentuale di set vinti o di games vinti (in caso di tre giocatori pari merito); 5) Decisione della commissione.